# 8mm - Delitto a luci rosse
8mm - Delitto a luci rosse (8mm) è un film del 1999 diretto da Joel Schumacher ed interpretato da Nicolas Cage e Joaquin Phoenix.
Il film 8mm 2 - Inferno di velluto (8mm 2) del 2005, benché messo nel titolo in relazione con il primo film, non è da considerarsi un sequel, in quanto la storia narrata non è collegata se non per la tematica trattata.

## Trama
Harrisburg, Pennsylvania, 1999. Tramite l’avvocato Daniel Longdale, il detective privato Thomas "Tom" Welles, neo padre di Cindy e marito di Amy, viene incaricato dalla ricca vedova Mrs. Christian di indagare sull’autenticità di uno snuff movie su 8mm, che la donna ha trovato nella cassaforte privata del marito da poco defunto, in cui una giovane ragazza viene abusata e uccisa da un uomo. 
Cleveland, Ohio. Per scoprire se la giovane protagonista del video sia stata assassinata veramente o se si tratti di sola finzione, Welles  analizza il filmato fotogramma per fotogramma in cerca di indizi: scopre che il filmato è stato realizzato tra il 1992 e il 1993. Welles decide quindi di recarsi agli archivi delle persone scomparse del paese, sperando di trovare una corrispondenza con la ragazza del video tra le foto delle ragazze scomparse nel periodo tra il ‘92 e il ‘93. Corrispondenza che trova, quando gli capita tra le mani la foto di Mary Anne Mathews, una 16enne scomparsa proprio in quegli anni e che somiglia moltissimo alla ragazza del film.  È con queste due nuove informazioni che il detective, mentre si prepara ad andare dalla madre della ragazza, chiede alla sig.ra Christian di cercare qualche anomalia nei conti del marito tra l’inizio del 1992 e la fine del 1993.
Fayetteville, Carolina del Nord. Welles fa visita alla madre della ragazza, Janet, che, desiderosa di sapere cosa è successo alla figlia, anche se si rivelerà qualcosa di brutto, gli dà il permesso di ispezionare la casa: dopo aver trovato e letto un diario segreto che la ragazza aveva ben nascosto in bagno, Welles scopre che lei stava progettando di scappare col suo ragazzo, tale Warren Anderson, e trasferirsi a Hollywood dove sperava di fare carriera come attrice. Tom va quindi a parlare col padre di Warren il quale gli dice che suo figlio non è mai partito per la California e che, anzi, è stato di recente arrestato per rapina e che ora sta scontando la sua pena al carcere locale: Welles vuole parlare con Warren e gli fa visita in carcere, dove scopre che il ragazzo aveva lasciato Mary Anne proprio a Los Angeles ed era poi tornato a Fayetteville da solo. Warren insinua poi che, per pagarsi la vita a Los Angeles, Mary Anne avesse iniziato ad esibirsi in un locale per spogliarelliste.   
Los Angeles, California. Welles arriva a Los Angeles e inizia una lunga ricerca attraverso tutti i locali per spogliarelliste e tutti i sexy shop della città in cerca di qualcuno che abbia visto Mary Anne. Incontra così Max California, un musicista squattrinato che per pagarsi da vivere lavora come commesso in un sexy shop: Welles, stufo di fare ricerche a vuoto, chiede a Max di aiutarlo e questo, convinto che il filmato su cui il detective sta indagando sia solo una finzione, decide di accompagnarlo in un tour dei peggiori bassifondi della pornografia illegale di Los Angeles.  
Welles, consigliato da Max acquista numerosi filmati spacciati per film “snuff” (filmati in cui le persone vengono torturate e uccise per davvero), che però per quanto rischiosi da trovare e molto costosi, si rivelano fortunatamente dei falsi. Accantonata momentaneamente la pista degli snuff movie, Welles inizia a cercare Mary Anne negli ostelli della gioventù in uno dei quali, in effetti, una suora la riconosce da una foto e, dato che non si fa viva da anni, permette all’uomo di rovistare tra i suoi effetti personali; è così che Tom trova un foglietto con dei numeri di telefono e, dopo averli chiamati, risale alla Celebrity Films di Edward "Eddie" Poole, un talent scout di attrici porno. Sebbene Eddie abbia negato di conoscere Mary Anne, Welles, che ha notato quanto l’uomo fosse turbato alla vista della foto della giovane, decide di spiarlo e, dopo avergli messo una cimice nel telefono, lo chiama fingendo di sapere che ha ucciso la ragazza e minacciando di raccontare tutto alla polizia. A quel punto Eddie, abboccando all’esca di Tom, fa subito una telefonata: a rispondergli è un altro uomo, il cui numero di telefono viene rintracciato da Welles e che questi identifica come il complice di Eddie, tale Dino Velvet, regista porno famoso per girare film particolarmente violenti e sadici.  Parlando con Max, Welles scopre che Dino Velvet lavora a New York e che il protagonista maschile dei suoi film è un uomo che si fa chiamare “Machine” (“Macina” nella versione italiana) e che si presenta sempre con indosso una maschera di pelle da bondage: Welles lo riconosce subito come l’uomo che nel video aggredisce e uccide Mary Anne. Avendo finalmente una pista da seguire, Welles chiama la Signora Christian la quale gli conferma che, effettivamente, nei conti del defunto marito c’è una spesa di un milione di dollari non ben giustificata.  Welles inizia a credere che il filmato sia vero e decide quindi di partire per New York per indagare su Dino Velvet. 
New York City, New York. Fingendosi interessati a commissionare al regista un film con Macina per 10.000$, Tom e Max fanno visita a Dino Velvet con una condizione: permettergli di essere presente alle riprese. Dopo aver fissato un appuntamento con Dino per il giorno dopo, Welles, sentendosi in colpa per aver trascinato Max in qualcosa che si è rivelato troppo pericoloso, decide di pagare il ragazzo subito, consegnargli un biglietto aereo per tornare a Los Angeles e promettergli di assumerlo come aiutante una volta finita questa indagine.
Il giorno dopo, raggiunto il set del film, il detective capisce subito di essere caduto in una trappola, infatti, oltre a lui, Dino e Macina, sono presenti anche Eddie Poole e Daniel Longdale, il legale dell'anziana signora Christian, che si scopre esser coinvolto, poiché è stato lui a ommissionare lo snuff movie per conto del defunto sig. Christian. I quattro uomini disarmano Welles, gli puntano una pistola e, dopo aver minacciato di uccidere sua moglie e sua figlia e avergli mostrato che hanno preso Max in ostaggio, lo mandano a prendere l'8mm che lui nascondeva in auto accompagnato da Longdale; è così che Welles chiede al legale perché il sig. Christian volesse uno snuff movie, rimanendo però scioccato dalla risposta, quando Longdale gli dice che semplicemente il signor Cristian “poteva averlo”. Welles consegna la pellicola a Dino ed Eddie i quali la distruggono dandole fuoco. Ma nonostante Welles abbia rispettato i patti, Dino ordina comunque a Macina di uccidere Max. Welles, arrabbiato e colpito dalla morte del ragazzo, chiede a Dino e Eddie cosa ne avessero fatto del milione di dollari che il Signor Christian aveva pagato per il filmato: non avendo mai ricevuto tutto quel denaro, sia Dino che Eddie capiscono di essere stati truffati da Longdale, il quale si è intascato gran parte della somma. L’avvocato punta una pistola contro Dino tentando di tenerlo lontano e cercare di fuggire, ma Dino lo colpisce con una balestra. Longdale, appena prima di morire spara a sua volta a Dino uccidendolo. Nel frattempo, approfittando della confusione del momento, Welles riesce a liberarsi, ferire Macina e sfuggire ad Eddie.
Messosi in macchina per lasciare New York, Welles telefona prima alla moglie per dirle di fuggire con la figlia in un'altra abitazione di loro proprietà per mettersi al sicuro, dopo le minacce ricevute, e poi chiama la signora Christian per dirle che non solo l’omicidio nel film è vero ma che fu il suo defunto marito a commissionarlo mediante il loro avvocato che ora è morto. Mentre Welles raggiunge moglie e figlia, l'anziana vedova, non riuscendo a reggere il colpo di aver vissuto per anni con un uomo capace di una cosa simile, si toglie la vita, lasciando sulla sua scrivania due buste: una con una cospicua somma di denaro per la famiglia di Mary Anne e una per Welles con, oltre a tanti soldi, la nota «Ci dimentichi se può» [«Try to forget us» in originale]. 
Los Angeles, California. Dopo aver telefonato alla madre di Mary Anne e, raccontatole che la figlia è stata uccisa da Dino, Eddie e Macina, del coinvolgimento del signor Christian e del filmato, Welles chiede alla donna il suo permesso per eliminare i restanti colpevoli, dato che è sicuro che l’unico modo per vendicare la morte di Mary Anne è quello di farsi giustizia da solo. Welles uccide così Eddie, dopo averlo obbligato a condurlo nel luogo dove era stata uccisa Mary Anne e, infine, incendia l’edificio. 
New York City, New York. Fingendosi un poliziotto alla ricerca di una vittima di accoltellamento all’addome, Welles rintraccia Macina, all’anagrafe George Anthony Higgins, un trentenne dall'aspetto ordinario che vive ancora con la madre. Sconvolto dall'assoluta normalità del "mostro" che, inoltre, gli rivela di non aver subito traumi o abusi da piccolo ma solo di provare piacere nel far male agli altri da sempre, Welles, alla fine, uccide anche George.
Harrisburg, Pennsylvania. Tornato a casa psicologicamente distrutto, Tom, riceve una lettera dalla madre di Mary Anne che lo ringrazia di avergli scritto col suo vero nome e averle detto tutto quello che è successo a sua figlia e cosa ha fatto per vendicarla, inoltre gli rivela che userà i soldi dei Christian per uno psichiatra e per fare del bene agli altri.